# Johannes Hilverdink

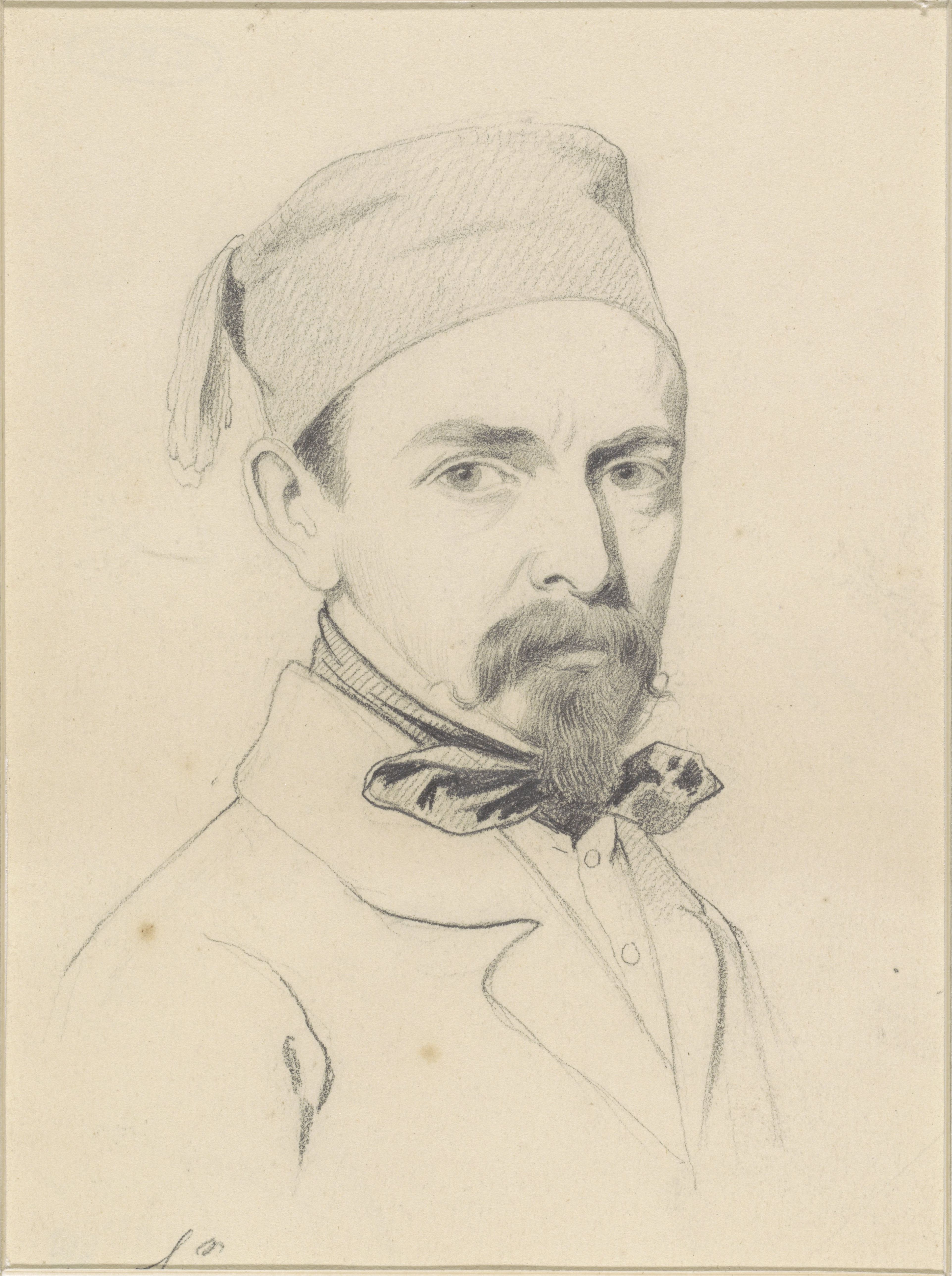
Johannes Hilverdink

Johannes Hilverdink (Groningen, 28 januari 1813 - Amsterdam, 1 oktober 1902) was een Nederlands kunstschilder. Hij was ridder in de Orde van de Eikenkroon en stemhebbend lid van Arti et Amicitiae.

## Biografische schets
Johannes werd in Groningen geboren als zoon van de acteurs (toneelspelers) Jacobus Johannes Marianus Hilverdink (1783-1828) en Anna Maria Corver. Zijn moeder was een kleindochter van de indertijd beroemde acteur en theatervernieuwer Marten Corver. Zijn tante Geertruida Jacoba Hilverdink was eveneens een bekend toneelspeelster. Het gezin verhuisde naar Amsterdam, toen Johannes nog jong was. Daar bezocht hij de tekenacademie. Hilverdink schilderde romantische landschappen en zeegezichten, meest aquarellen, pasteltekeningen en litho's.
Johannes Hilverdink was getrouwd met Martha Catharina Peduzzi en is is de vader van Eduard Alexander Hilverdink, aan wie hij ook les gaf. Zijn andere zoon Johannes Jacobus Antonius Hilverdink (Amsterdam, 1837 - Amsterdam 1884) was ook kunstschilder.
In de Amsterdamse wijk Overtoomse Veld is een straat naar hem genoemd, de Johannes Hilverdinkstraat.